# Buchschlag
Buchschlag ist ein Stadtteil von Dreieich im südhessischen Landkreis Offenbach.

## Geographische Lage
Buchschlag ist der untere Endpunkt der durchgehenden Siedlungsachse, die entlang des Hengstbachs in Nordwest-Südost-Richtung vier Dreieicher Stadtteile, nämlich Buchschlag, Sprendlingen, Dreieichenhain und Götzenhain miteinander verbindet. Der Hengstbach fließt nach Nordwesten und ist Quellfluss des Schwarzbachs, der wiederum südlich der Mainspitze in den Rhein mündet.
Buchschlag liegt als Rodung in einem relativ ebenen, geschlossenen Waldgebiet. Der älteste Teil von Buchschlag erstreckt sich zwischen der Buchschlager Allee, dem Hengstbach und der Eisenbahnlinie und ist auf den Bahnhof ausgerichtet. Seitdem hat sich die Ortslage weit über den Hengstbach hinaus nach Norden ausgedehnt, sodass dort die evangelische und katholische Kirche einen Ortsmittelpunkt bilden. Auch südlich der Buchschlager Allee ist ein Wohnviertel entstanden.
Buchschlag grenzt im Osten an Sprendlingen, im Nordwesten an die Waldgemarkung von Neu-Isenburg und im Südwesten an die von Langen (Hessen).
Die Gemarkungsfläche bemisst sich auf 528 Hektar, davon sind 409 Hektar bewaldet (Stand: 1961). Der hohe Waldanteil beruht auf der Tatsache, dass außer der Ortslage fast alle Flächen bewaldet sind.
In Buchschlag liegt der mit 113 Meter niedrigste Punkt des ganzen Dreieicher Stadtgebiets, die Bachgrundschneise, dort, wo der Hengstbach das Stadtgebiet nach Westen Richtung Zeppelinheim verlässt. Wenige Hundert Meter weiter südlich repräsentiert die 49 Meter hohe Aufschüttung der stillgelegten Mülldeponie den höchsten Punkt der Gemarkung Buchschlag.
Buchschlag als tiefstgelegener Stadtteil von Dreieich bot sich als Standort der städtischen Kläranlage an. Sie wurde am Hengstbach bachabwärts westlich des Ortsrandes im Wald errichtet.

## Geschichte
Der Name Buchschlag bezeichnete früher an dieser Stelle einen Waldbezirk. Er leitet sich von einem alten Buchenbestand bei einem Schlagbaum der früheren Dreieicher Ringlandwehr an der Straße in Richtung Mitteldick ab. Vor der Gründung des Ortes Buchschlag bestand an dieser Stelle seit 1837 eine großherzoglich hessische Revierförsterei. 1879 wurde an der Bahnstrecke Frankfurt am Main–Heidelberg der Bahnhof Sprendlingen mitten im Wald errichtet. Das historische Empfangsgebäude ist erhalten.
Der Frankfurter Kaufmann Jakob Latscha erwarb in der Waldgemarkung Mitteldick von Sprendlinger Bauern Gelände für eine Schutzhütte und eine Kaffeeküche. Hier wurden Waldgottesdienste sowie Sport- und Geländespiele des Christlichen Vereins junger Männer veranstaltet.
Latschas Idee war es, eine Siedlung zu errichten, in der Frankfurter Kleinbürger erschwingliche Ein- und Zweifamilienhäuser auf großzügigen Parzellen in gesunder, waldreicher Umgebung erwerben konnten. Das für dieses Projekt erforderliche Gelände war im Eigentum der Dominialverwaltung des Großherzogs Ernst Ludwig von Hessen. Am 1. Juli 1904 unterschrieben beide Seiten den Gründungsvertrag der Siedlung. Doch der Großherzog lenkte die Entwicklung in andere Bahnen. Er sah hier die Chance, seine bauästhetischen Ideale zu verwirklichen und bevorzugte Baumeister, Künstler und Kunsthandwerker aus Darmstadt. Es entstanden keine Häuser für das Publikum, an das Jakob Latscha gedacht hatte, sondern Villen für finanzkräftigere Käuferschichten. Jakob Latscha zog sich enttäuscht zurück. In Buchschlag hat er nie gelebt.
Mit Wirkung vom 1. Januar 1905 wurde der östlich der Main-Neckar-Bahn und nördlich der gerade erbauten Bahnlinie vom (Buchschlag-)Sprendlinger Bahnhof nach Ober-Roden gelegene Teil der Domanialgemarkung Mitteldick mit einer Fläche von 121,84 Hektar von dieser Gemarkung getrennt und zu einer eigenen Gemarkung Buchschlag erklärt. Die Verwaltung erfolgte durch die Stadt Langen. Die Bildung einer selbständigen Gemeinde Buchschlag mit eigener, der bisherigen selbständigen Gemarkung Buchschlag entsprechenden Gemarkung ist vom Großherzoglichen Ministerium des Innern mit Wirkung vom 15. April 1913 genehmigt worden. Erster Bürgermeister war ab 1913 der im später so genannten Binding-Haus ansässige Schriftsteller Rudolf Binding. Zuvor hatte die Siedlung kein Gemeinderecht besessen und war eine rechtliche Grauzone gewesen. 1909 hatte Buchschlag bereits 343 Einwohner, bei der Zusammenlegung 1977 waren es 2.984. 
Vom 22. Dezember 1918 bis zum 30. Juni 1930 war Buchschlag Teil des Mainzer Brückenkopfes, einem rechtsrheinischen französischen Besatzungsgebiet. Während dieser Zeit wurde Buchschlag zusammen mit den ebenfalls besetzten Gemeinden Langen und Egelsbach aus dem weitgehend unbesetzten Landkreis Offenbach (siehe: Landkreis Offenbach während der Weimarer Republik) aus- und dem zum Besatzungsgebiet gehörenden Landkreis Groß-Gerau angegliedert.
Buchschlag hat den Charakter einer Villenkolonie bis heute größtenteils bewahren können: viele Jugendstilvillen im Ortskern sind erhalten und stehen als Ensemble unter Denkmalschutz. Die neueren Teile Buchschlags bestehen größtenteils ebenfalls aus freistehenden Wohnhäusern. Nur vereinzelt gibt es Reihenhäuser und an der Hauptstraße Buchschlager Allee einige Wohnblocks.

### Gebietsreform
Im Zuge der Gebietsreform in Hessen wurden am 1. Januar 1977 durch das Gesetz zur Neugliederung des Landkreises Offenbach die Städte Dreieichenhain und Sprendlingen und die Gemeinden Buchschlag, Götzenhain und Offenthal zu einer Stadt mit dem Namen Dreieich zusammengeschlossen. Ortsbezirke für die Stadtteile wurde nicht eingerichtet.

### Einwohnerentwicklung
| Ort        | Ew. 1909 | Ew. 1939 | Ew. 1950 | Ew. 1961 | Ew. 1970 | Ew. 1977 | Ew. 2012 | Ew. 2014 | Ew. 2016 |
| ---------- | -------- | -------- | -------- | -------- | -------- | -------- | -------- | -------- | -------- |
| Buchschlag | 343      | 859      | 551      | 2.422    | 2.796    | 2.984    | 2.727    | 2.793    | 2.900    |

## Wappen und Flagge
Wappen

Blasonierung: „In rotem Schildhaupt ein silberner Eichenzweig mit drei Eicheln (Dreieich). Darunter im Silber der rote Stumpf einer Buche, aus dessen beiden Seiten je ein frischer Trieb mit roten Blättern wachsend (Buchschlag).“
Das Wappen wurde der Gemeinde Buchschlag im Landkreis Offenbach am 21. September 1950 durch den Hessischen Innenminister genehmigt.
Gestaltet wurde es durch den Heraldiker Georg Massoth.
Der Stumpf im unteren Teil zeigt redend eine geschlagene Buche. Die frischen Triebe sollen das Wachstum der noch jungen Gemeinde symbolisieren. Der Eichenzweig ist das Symbol des Wildbannes Dreieich, in dessen früheren Gebiet die Gemeinde gegründet wurde.
Flagge
Die Flagge wurde der Gemeinde am 14. März 1957 vom Hessischen Innenminister genehmigt und wird wie folgt beschrieben:
„Auf 8mal von roten und weißen Längsstreifen geteiltem Flaggentuch das Gemeindewappen.“

## Kultur und Sehenswürdigkeiten
In Buchschlag gibt es die Selma-Lagerlöf-Schule als Grundschule.
Buchschlag besitzt herausragende Bauwerke des Jugendstils von Architekten wie Wilhelm Koban, Ludwig Bernoully und Alois Beck, die als geschlossenes Ensemble unter Denkmalschutz gestellt sind. 

## Kulturdenkmäler
Siehe: Liste der Kulturdenkmäler in Buchschlag

## Wirtschaft und Infrastruktur

### Wirtschaftsstruktur
Buchschlag hat ein kleines Gewerbegebiet am westlichen Ortsrand jenseits des Bahnübergangs am Bahnhof.
Im Waldgebiet an der westlichen Gemarkungsgrenze wurde auf dem Areal einer ehemaligen Kiesgrube von der Stadt Frankfurt bis 1992 die Mülldeponie Buchschlag betrieben, seinerzeit die größte Mülldeponie Europas. nach der Stilllegung wurde die Oberfläche mit einer Tonschicht abgedichtet. Es war auf einer Grundfläche von rund 40 Hektar eine 49 Meter hohe waldfreie Aufschüttung entstanden. Zum Jahresende 2011 wurde auf diesem Gelände mit 40.000 Modulen auf 109.000 Quadratmeter Fläche die zu diesem Zeitpunkt größte Photovoltaikanlage Hessens fertiggestellt. Sie kann jährlich etwa 7,6 Millionen Kilowattstunden Strom erzeugen.

### Öffentlicher Nahverkehr

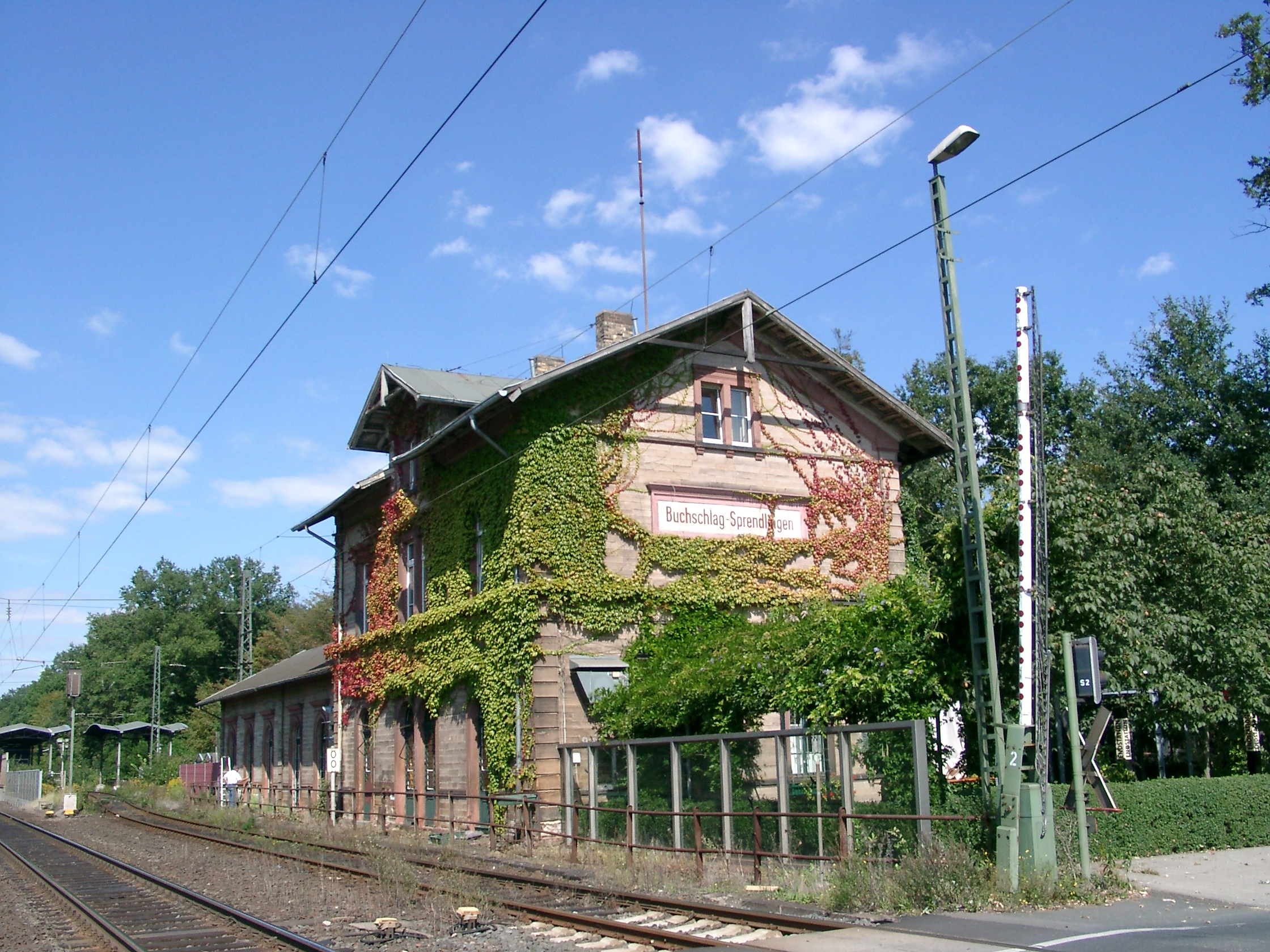
Bahnhof Dreieich-Buchschlag

Buchschlag liegt im Gebiet des Rhein-Main-Verkehrsverbundes. Am Bahnhof Dreieich-Buchschlag besteht Anschluss an die S-Bahn-Linie . Die Dreieichbahn in Richtung Rödermark-Ober Roden – Dieburg – verbindet Buchschlag auf dem Schienenweg mit den anderen Stadtteilen von Dreieich; die Regionalbahnen der DB Regio Mitte verkehren werktags halbstündlich, samstags und sonntags stündlich, die S-Bahnen im 15- bzw. 30-Minuten-Takt.
Zudem verbindet die Buslinie OF-64 Buchschlag mit den anderen Dreieicher Stadtteilen und dem Frankfurter Flughafen.

### Straßenverkehr
Durch Buchschlag verläuft in Ost-West-Richtung die Landesstraße L 3262. Sie verbindet den Ort im Westen bei Zeppelinheim mit der Bundesstraße 44 und der Bundesautobahn 5 sowie der Cargo City Süd des Frankfurter Flughafens. In der Gegenrichtung führt die L 3262 durch Sprendlingen zur Bundesstraße 486 bei Langen.